# Departamento Constitución
Das Departamento Constitución liegt im Süden der Provinz Santa Fe im Zentrum Argentiniens und ist eine von 19 Verwaltungseinheiten der Provinz.
Es grenzt im Norden an die Departamentos Caseros, San Lorenzo und Rosario, sowie die Provinz Entre Ríos, im Osten und Süden an die Provinz Buenos Aires und im Westen an das Departamento General López.
Die Hauptstadt des Departamento Constitución ist Villa Constitución.

## Bevölkerung
Nach Schätzungen des INDEC stieg die Einwohnerzahl von 83.045 Einwohnern (2001) auf 87.045 Einwohner im Jahre 2005.

## Städte und Gemeinden
Das Departamento Constitución ist in folgende Gemeinden aufgeteilt:
- Alcorta
- Bombal
- Cañada Rica
- Cepeda
- Empalme Villa Constitución
- General Gelly
- Godoy
- Juan Bernabé Molina
- Juncal
- La Vanguardia
- Máximo Paz
- Pavón
- Pavón Arriba
- Peyrano
- Rueda
- Santa Teresa
- Sargento Cabral
- Theobald
- Villa Constitución

## Söhne und Töchter
- Fulvio Salamanca (1921–1999), Pianist, Bandleader, Arrangeur und Komponist

Koordinaten: 33° 18′ S, 60° 24′ W